# Wyciąg narciarski

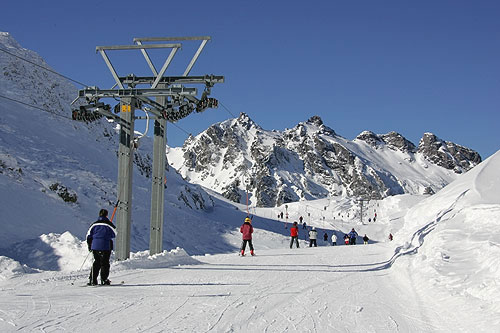
Wyciąg orczykowy

Wyciąg narciarski – linowe urządzenie transportowe, instalowane na stokach narciarskich, służące do transportu narciarzy i snowboardzistów przy ich ciągłym kontakcie z podłożem. W związku z tym urządzenia te nie mogą być wykorzystywane przez turystów (nie-narciarzy) ani też w sezonie letnim. Wyciągi transportują (wyciągają) wspomnianych narciarzy lub snowboardzistów jedynie w górę stoku. Elementem ciągnącym jest lina pozostająca w ruchu okrężnym między dolną a górną stacją, do której użytkownicy wpinają się specjalnym zaczepem lub korzystają z utwierdzonych do liny „uchwytów” (orczyk, talerzyk). Pierwotną, specyficzną formą wyciągu był wyciąg saniowy.

## Rodzaje wyciągów narciarskich
- wyciąg zaczepowy (obecnie już praktycznie nie stosowany)
- wyciąg orczykowy
- wyciąg talerzykowy
- wyciąg koszykowy

Wzdłuż wyciągów narciarskich istnieją narciarskie trasy zjazdowe. Niektóre z nich są sztucznie oświetlone, ratrakowane i sztucznie naśnieżane.